# Кузьменко Василь Васильович
Васи́ль Васи́льович Кузьме́нко (нар. 8 березня 1950, Чулаківка) — педагог, доктор педагогічних наук (2009), професор (2010), член НСЖУ (2007). 

## Біографічні дані
Народився 8 березня 1950 року в Чулаківці.
У 1971 році закінчив Херсонський педагогічний інститут, де й працював з 1976 по 2010 рік: з 1996 по 1999 — завідувач кафедри педагогіки, з 1999 — доцент кафедри педагогіки та психології. Водночас з 2002 — завідувач кафедри менеджменту освіти, а з 2010 — кафедри педагогіки і психології Херсонської академії неперервної освіти. Завідувач видавничого відділу Херсонської академії неперервної освіти.
Сім'я: дружина — Олена Мартиянівна, діти — Юлія та Василь (теж стали вчителями, займаються науковою діяльністю в галузі освіти), є онуки.

## Наукова робота
Наукові дослідження: навчання і виховання молодого покоління, педагогіка загальноосвітньої та вищої школи, історія становлення української освіти. Головний редактор збірника наукових праць «Педагогічний альманах» (з 2006 року), відповідальний секретар науково-методичного журналу «Таврійський вісник освіти», член редакційної колегії збірника наукових праць «Педагогічні науки», науково-методичного журналу «Розмаїття» та бюлетеня «Педагогічний проспект», наукового журналу «Доклади Казахської академії освіти» (Казахстан).
Автор понад 450 наукових та науково-методичних праць з актуальних проблем теорії та історії педагогіки, серед яких: 7 монографій, 17 навчальних посібників, методичні рекомендації; програми для підготовки майбутніх учителів трудового навчання, програми для перепідготовки вчителів тощо.
Як науковий керівник підготував 6 докторів педагогічних наук та 19 кандидатів.

### Основні праці
За ЕСУ:
- Формування полікультурної компетентності вчителів загальноосвітньої школи: навч. посіб. — 2006 (співавт.);
- Формування наукової картини світу учнів: від витоків до сьогодення. — 2007;
- Вибрані наукові статті та фрагменти праць: у 2 ч. — 2010;
- Теоретико-методичні підходи до формування в учнів наукової картини світу в школах України (XX століття). — 2010; (усі — Херсон)[1].

## Нагороди
- Медаль «К. Д.Ушинський»;
- Нагрудний знак «Петро Могила»;
- Нагрудний знак «Відмінник освіти України»;
- Почесна грамота Національної академії педагогічних наук України;
- Почесна грамота Міністерства освіти і науки України;
- Почесна грамота Державного комітету телебачення і радіомовлення України[3].